# Manfred Eigen
Manfred Eigen (Bochum, Alemanya 9 de maig 1927 - 6 de febrer de 2019) va ser un físic i químic alemany guardonat amb el Premi Nobel de Química l'any 1967.

## Biografia
Va néixer el 9 de maig de 1927 a la ciutat de Bochum, situada a l'estat alemany de Rin del Nord-Westfàlia. L'any 1945 inicià els seus estudis de física i química a la Universitat de Göttingen, amb professor com Werner Heisenberg i Wolfgang Paul. El 1951, amb només 24 anys, va obtenir el doctorat en química física. Va ser membre de l'Acadèmia Francesa de Ciències. Va morir el 6 de febrer de 2019, als 91 anys.

## Recerca científica
El 1953 va ingressar a l'Institut Max Planck i va iniciar els seus treballs de cinètica química, desenvolupant el seu mètode del salt de temperatura per alterar els equilibris químics, i que consisteix en un ràpid escalfament de la mostra mitjançant la descàrrega d'un condensador.
El 1967 fou guardonat, juntament amb els anglesos Ronald Wreyford Norrish i George Porter, amb el Premi Nobel de Química "pels seus estudis sobre les reaccions químiques ultraràpides, causades per destrucció de l'equilibri químic provocat per un ràpid impuls energètic".
El 1971 va fundar l'Institut Max Planck de Química Biofísica de Göttingen.

## Reconeixements
A més del Premi Nobel de Química de 1967, Eigen va rebre altres premis de prestigi, com el Premi Otto Hahn de Química i Física (1962), el Premi Paul Ehrlich i Ludwig Darmstädter (1992) o la Medalla Helmholtz (1994), i va rebre 15 doctorats Honoris Causa.